# Fuchsloch (Kugelstein)
Das Fuchsloch ist eine bei Deutschfeistritz gelegene Höhle und  befindet sich in 478 m ü. A. im Kugelstein nördlich des Hauptortes von Deutschfeistritz und südlich von Badl, Steiermark in Österreich.

## Lage
Das Fuchsloch befindet sich am östlichen Hang des Kugelsteins, nördlich der Kugelsteinhöhle III und rund 20 Meter unterhalb der Efeuhöhle, unweit der Gemeindegrenze zwischen Deutschfeistritz und Frohnleiten. Der Zugang zur Höhle befindet sich in einem Felsband.

## Beschreibung
Das rund 4 Meter lange Fuchsloch hat einen flachen Eingang. Vom Eingang führt ein etwa 3,5 Meter langer, 1,5 Meter breiter und 0,3 bis 0,5 Meter hoher Gang nach Nordwesten. Weitere, vorhandene Teile des Höhleninneren sind aufgrund der Lehmablagerungen nicht erreichbar. Dies macht sie für zukünftige Grabungen interessant.
Der Höhlenboden mit einer teilweise trockenen Schicht an Höhlenlehm bedeckt, welche sogar über den Eingang hinausreicht.